# Brian Williamson
Brian Williamson (4 de septiembre de 1945 - 9 de junio de 2004) fue un activista LGBT jamaiquino y cofundador del fórum para lesbianas y gais, J-Flag. Es conocido por haber acogido en su casa y cuidar de homosexuales en Jamaica.
Fue asesinado con un machete, sufriendo varias heridas cortantes en cuello y cara. La investigadora del Observatorio de los Derechos Humanos Rebecca Schleifer debía reunirse con Williamson ese día y llegó a su casa no mucho tiempo después de que su cuerpo hubiese sido descubierto:

encontró un grupillo de personas cantando y bailando. Un hombre gritó, "¡Mariconazo, te hemos matado!." Otros lo estaban celebrando riéndose a carcajadas y vociferando Pillémoslos uno por uno, Esto es lo que tienes por tu pecado. Otros cantaban Bomm bye bye, un verso de la conocida canción de dancehall de la estrella jamaicana Buju Banton que versa sobre  acribillar a balazos y quemar a los homosexuales. Era como un desfile, comenta Schleifer. Básicamente estaban de fiesta.

El Observatorio de los Derechos Humanos también recoge que la policía ayudó a un sospechoso a eludir la identifiación y rechazó conscientemente el considerar la posibilidad de que el asesinato haya sido motivado por motivos homófobos. Junto a él el oficial responsable de la investigación afirmaba que la mayor parte de la violencia contra los homosexuales es de tipo interno. Nosotros nunca hemos tenido casos de que se le haya pegado ninguna paliza a los gais [por parte de heterosexuales].
El asesino confeso de Williamson, Dwight Hayden, fue condenado a cadena perpetua con la posibilidad de salir en libertad condicional tras quince años.